# National Audubon Society
National Audubon Society (Audubon) är en icke vinstdrivande miljöorganisation med främsta fokus på fågelskydd. Dess säte ligger i USA och grundades 1905, vilket gör den till en av de äldsta organisationerna i sitt slag i världen. Organisationen förmedlar, organiserar och stödjer forskning, utbildning och gräsrotsengagemang för att utveckla miljöskydd. Organisationen är döpt efter John James Audubon, en fransk-amerikansk ornitolog och naturvetare som beskrev, i både text och bild, Nordamerikas fåglar i sin berömda bok Birds of America som i delar gavs ut 1827–1838.
Organisationen består av cirka 500 fristående lokalavdelningar runt om i USA som bland annat organiserar fågelskådarturer och miljörelaterade aktiviteter. National Audubon Society koordinerar även olika folkliga studier, där allmänheten för rapportera in fågelobservationer vid specifika tidpunkter, som exempelvis Julräkningen som anordnas i samarbete med Cornell Lab of Ornithology i december varje år, och Great Backyard Bird Count varje februari. Tillsammans med Cornell har Audubon även skapat eBird, vilket är en webbaserad databas där allmänheten och forskare kan rapportera sina fågelobservationer. National Audubon Society har även flera internationella samarbeten med organisationer för att skapa bättre skydd för flyttfåglar som stora delar av året befinner sig utanför USA:s gränser, inklusive BirdLife International, Bird Studies Canada och flera organisationer i Latinamerika och Karibien. Audubon's International Alliances Program (IAP) samlar personer över hela Nord- och Sydamerika för att implementera skyddsåtgärder vid särskilt viktiga fågelområden (IBA:s).
De två huvudkontoren ligger i New York och Washington, D.C., och det finns kontor i ungefär 24 stater. Organisationen äger och driver även ett antal naturcentrum placerade i anslutning till storstadsområden och vilka är öppna för allmänheten. De finns i New York, Joplin, Phoenix, Dallas och Los Angeles men även fågelskyddsområden och andra naturområden. 
National Audubon Society ger ut tidskriften Audubon som kommer ut varannan månad. 